# Primer ministro de Belice
El primer ministro de Belice es la figura política de mayor rango en dicho país, y la cabeza del gobierno. El cargo está presente en el país desde el establecimiento de la autonomía en 1961; en particular, el título en inglés fue First Minister entre 1961 y 1964, cambiando luego a Premier hasta la independencia de 1981 donde el cargo cambió a primer ministro.

## Lista de primeros ministros de Belice

### Honduras Británica (1961-1964)
| Primer ministro | Primer ministro | Primer ministro    | Inicio             | Final              | Partido                  |
| --------------- | --------------- | ------------------ | ------------------ | ------------------ | ------------------------ |
| 1               |                 | George Cadle Price | 7 de abril de 1961 | 1 de enero de 1964 | Partido Unido del Pueblo |

### Premier de Honduras Británica (1964-1973)
| Premier | Premier | Premier            | Inicio             | Final              | Partido                  |
| ------- | ------- | ------------------ | ------------------ | ------------------ | ------------------------ |
| 1       |         | George Cadle Price | 1 de enero de 1964 | 1 de junio de 1973 | Partido Unido del Pueblo |

### Premier de Belice (1973-1981)
| Premier | Premier | Premier            | Inicio             | Final                    | Partido                  |
| ------- | ------- | ------------------ | ------------------ | ------------------------ | ------------------------ |
| 1       |         | George Cadle Price | 1 de junio de 1973 | 12 de septiembre de 1981 | Partido Unido del Pueblo |

### Primeros ministros de Belice (1981-presente)
| N.º | Portrait | Nombre                         | Elección       | Mandato                  | Mandato                 | Partido político |
| N.º | Portrait | Nombre                         | Elección       | Took office              | Left office             | Partido político |
| --- | -------- | ------------------------------ | -------------- | ------------------------ | ----------------------- | ---------------- |
| 1   |          | George Cadle Price (1919–2011) | —              | 12 de septiembre de 1981 | 17 de diciembre de 1984 | PUP              |
| 2   |          | Manuel Esquivel (1940–2022)    | 1984           | 17 de diciembre de 1984  | 7 de septiembre de 1989 | UDP              |
| (1) |          | George Cadle Price (1919–2011) | 1989           | 7 de septiembre de 1989  | 13 de julio de 1993     | PUP              |
| (2) |          | Manuel Esquivel (1940–2022)    | 1993           | 13 de julio de 1993      | 28 de agosto de 1998    | UDP              |
| 3   |          | Said Musa (1944-)              | 1998 2003      | 28 de agosto de 1998     | 8 de febrero de 2008    | PUP              |
| 4   |          | Dean Barrow (1951-)            | 2008 2012 2015 | 8 de febrero de 2008     | 12 de noviembre de 2020 | UDP              |
| 5   |          | Johnny Briceño (1960-)         | 2020 2025      | 12 de noviembre de 2020  | En el cargo             | PUP              |